# Syd Straw
Syd Straw (1958) è una cantante e attrice statunitense.

## Biografia
Ha iniziato la carriera musicale come corista di Pat Benatar. Si unì poi ai Golden Palominos, pubblicò il primo album da solista Surprise nel 1989 dove contribuirono importanti musicisti dell'alternative rock tra cui: Michael Stipe, Daniel Lanois, Richard Thompson, John Doe, Peter Blegvad.
Il secondo album, War and Peace, venne pubblicato nel 1996 e fu registrato con l'ausilio di un gruppo sconosciuto ai più,  gli Skeletons. Il suo terzo album, Pink Velour, fu edito dalla propria etichetta nel 2008.
Artista dalla carriera discontinua ha partecipato come corista a vari album: in Traffic From Paradise e The Evening of My Best Day di Rickie Lee Jones, Peculiaroso di Leo Kottke e collaborato con Dave Alvin.
Ha inoltre partecipato come attrice alla serie televisiva per bambini The Adventures of Pete & Pete.

## Discografia

### Album
- Surprise (1989)
- War and Peace (1996)
- Live at the Triple Crown (2001) (con The Adventures of...)
- Whole Wide World (2005)
- Pink Velour (2008)

### Compilation
- Blue Shadows On The Trail su Stay Awake: Various Interpretations of Music from Vintage Disney Films, 1988
- Meeting Across The River su The Songs of Bruce Springsteen, 2000